# Symphonie interrompue
La Symphonie interrompue est une symphonie composée par Léo Ferré en 1954, et créée le 29 avril de la même année à Monaco sous la direction du compositeur. Sous-titrée « À la recherche d'un thème perdu », cette œuvre méconnue des amateurs de Ferré et des mélomanes fait partie des symphonies intégrant du chant soliste dans la nomenclature de l'orchestre.

## Genèse de l'œuvre
Cette première et unique symphonie de Léo Ferré lui a été commandée par le prince Rainier III de Monaco en décembre 1953. Les deux hommes se rencontrent au cabaret l'Arlequin où Ferré chante, à Saint-Germain-des-Prés. Ferré sollicite son aide pour faire vivre sur scène l'oratorio qu'il vient de composer de mars 1952 à avril 1953 sur le poème « La Chanson du mal-aimé » de Guillaume Apollinaire. Après avoir écouté l'œuvre en piano-voix chez Ferré, le monarque décide de mécéner son compatriote en mettant à sa disposition l'Opéra de Monte-Carlo et son orchestre, à charge pour lui de trouver des chanteurs et de diriger les répétitions, puisque Ferré souhaite tenir la baguette. L'exécution publique est fixée au 29 avril 1954 et comme l'oratorio dure environ trois quarts d'heures, ce qui est jugé un peu court pour un programme de concert, Ferré est amené à composer en trois mois une symphonie, d'une durée d'exécution d'une vingtaine de minutes.

## Instrumentation
| Instrumentation de La Symphonie interrompue |
| Cordes |
| premiers violons, seconds violons, altos, violoncelles, contrebasses, harpe, piano                                                             |
| Bois |
| 1 piccolo, 3 flûtes, 3 hautbois, 1 cor anglais, 1 petite clarinette en mi ♭, 2 clarinettes si ♭, 1 clarinette basse, 3 bassons, 1 contrebasson |
| Cuivres |
| 4 cors, 3 trompettes en ut, 3 trombones, 1 tuba                                                                                                |
| Percussions |
| (...) |
| Voix soprano soliste |

## Analyse de l'œuvre
Cette symphonie est composée de trois mouvements :
1. Allegro : deciso
2. Andante : largamente - Scherzo : molto marcato - Andante : tragico
3. Scherzo : allegramente

## Enregistrements
- Léo Ferré (direction), Orchestre national de l'Opéra de Monte-Carlo, Jean Abrial (cor anglais) et Nadine Sautereau (soprano). En public à l'Opéra de Monte-Carlo, 1954 (La Mémoire et la Mer, 2006)
- Gianluigi Gelmetti (direction), Orchestre philharmonique de Monte-Carlo et Katarzyna Medlarska (soprano), 2014 (OPMC Classics)